# 루이스 영
루이스 잭 영(Lewis Jack Young, 1989년 9월 27일 ~)은 잉글랜드의 은퇴한 축구 선수이다. 현역 시절 포지션은 풀백이었다. 그의 형은 애스턴 빌라 FC에서 뛰고 있는 애슐리 영이다.